# NGC 774
NGC 774 je galaksija u zviježđu Ovan.

## Vanjske poveznice
- SEDS: NGC 774